# The Hot Desk
The Hot Desk is een Brits muziekinterviewprogramma dat gepresenteerd is door diverse presentatoren, waaronder Nicole Appleton, Melanie Blatt, Dave Berry, Emma Willis, Laura Whitmore, Sarah Jane Crawford en Alice Levine. Het programma werd voor ITV geproduceerd door UMTV.TV.
The Hot Desk verscheen voor het eerst op ITV Mobile in november 2007 en was het eerste programma van ITV dat speciaal voor consumptie op mobiele toestellen werd geproduceerd. Sinds 2008 is het programma te zien op ITV2. Het programma begon met Mel Blatt en Nicole Appleton die Liam Gallagher (die destijds een relatie had met Appleton) interviewden. Tijdens de opnames op Hampstead Heath in Londen was Gallagher, in zijn gebruikelijke stijl, niet bepaald complimenteus over Peter Andre.

## Presentatoren
- Nicole Appleton (2007–2010)
- Melanie Blatt (2007–2010)
- Dave Berry (2008–2014, 2017)
- Emma Willis (2008–2014)
- Jayne Sharp (2011)
- Laura Whitmore (2012–2016)
- Alice Levine (2012–2013)
- Arazou Baker (2013)
- Dan O'Connell (2013)
- Melvin Odoom (2014, 2016)
- Rickie Haywood Williams (2014, 2016)
- Matt Willis (2014)
- Sarah-Jane Crawford (2014)
- Pixie Lott (2014)
- AJ Odudu (2015–2016)
- Poppy Jamie (2015–2016)
- Becca Dudley (2016)
- Maya Jama (2016)
- Roman Kemp (2016–2017)
- Vick Hope (2016)